# Steve Mariucci
Stephen Ray Mariucci, detto Steve (Iron Mountain, 4 novembre 1955), è un allenatore di football americano statunitense che è stato il capo-allenatore dei San Francisco 49ers e dei Detroit Lions della National Football League (NFL). Attualmente svolge il ruolo di analista per NFL Network.

## Carriera
Dopo essere stato il coordinatore offensivo dei Green Bay Packers dal 1992 e il 1995 e aver allenatore i California Golden Bears nel 1996, Mariucci debuttò come capo-allenatore nella NFL nel 1997 coi San Francisco 49ers. La sua prima stagione terminò con un record di 13–3 nella stagione regolare, il migliore della NFC. Dopo aver sconfitto i Minnesota Vikings nei Divisional Playoff, San Francisco ospitò i Green Bay Packers nella finale della NFC, ma perse 23–10 in una sfida in un Candlestick Park caratterizzato da fango e pioggia. Nel 1998, i 49ers terminarono con un record di 12–4 e tornarono ai playoff come wild card, perdendo 20–18 nel divisional round contro gli Atlanta Falcons. Seguirono due stagioni con record negativi ma nel 2001 i Niners tornarono ai playoff con un record di 12-4, venendo ancora eliminati dai Packers.
L'ultima stagione di Mariucci a San Francisco fu nel 2002. I 49ers vinsero la NFC West con un record di 10–6 record e batterono i New York Giants nel turno delle wild card in quella che fu la seconda più larga rimonta della storia dei playoff NFL. La settimana successiva però la squadra fu battuta nettamente per 31–6 dai Tampa Bay Buccaneers. Il 15 gennaio 2003, i 49ers licenziarono Mariucci.
Mariucci fu assunto come 22º allenatore della storia dei Detroit Lions il 4 febbraio 2003 e fu licenziato il 28 novembre 2005, concludendo le sue due stagioni e mezza con un deludente record di 15-28. I problemi di Mariucci a Detroit furono in parte attribuiti da molti tifosi ed esperti alla cattive valutazioni del general manager Matt Millen, che aveva fatto firmare a Mariucci un contratto quinquennale del valore di 25 milioni di dollari garanti, il più alto della NFL all'epoca. Nel suo periodo a Detroit, i Lions non andarono mai oltre il terzo posto nella loro division e non raggiunsero mai i playoff. La decisione di licenziare Mariucci giunse dopo una sconfitta 27–7 in diretta nazionale il Giorno del Ringraziamento contro gli Atlanta Falcons.

## Record come capo-allenatore
| Squadra    | Anno       | Stagione regolare | Stagione regolare | Stagione regolare | Stagione regolare | Stagione regolare | Playoff | Playoff | Playoff                                                      |
| Squadra    | Anno       | Vinte             | Perse             | Pari              | %                 | Posizione         | Vinte   | Perse   | Risultato                                                    |
| ---------- | ---------- | ----------------- | ----------------- | ----------------- | ----------------- | ----------------- | ------- | ------- | ------------------------------------------------------------ |
| SF         | 1997       | 13                | 3                 | 0                 | .813              | 1° NFC West       | 1       | 1       | Uscito all'NFC Championship Game contro i Green Bay Packers  |
| SF         | 1998       | 12                | 4                 | 0                 | .750              | 2° NFC West       | 1       | 1       | Uscito all'NFC Divisional Game contro i Atlanta Falcons      |
| SF         | 1999       | 4                 | 12                | 0                 | .250              | 4° NFC West       | -       | -       | -                                                            |
| SF         | 2000       | 6                 | 10                | 0                 | .375              | 4° NFC West       | -       | -       | -                                                            |
| SF         | 2001       | 12                | 4                 | 0                 | .750              | 2° NFC West       | 0       | 1       | Uscito all'NFC Wild Card Game contro i Green Bay Packers     |
| SF         | 2002       | 10                | 6                 | 0                 | .625              | 1° NFC West       | 1       | 1       | Uscito all'NFC Divisional Game contro i Tampa Bay Buccaneers |
| Totale SF  | Totale SF  | 57                | 39                | 0                 | .594              |                   | 3       | 4       |                                                              |
| DET        | 2003       | 5                 | 11                | 0                 | .313              | 4° NFC North      | -       | -       | -                                                            |
| DET        | 2004       | 6                 | 10                | 0                 | .375              | 3° NFC North      | -       | -       | -                                                            |
| DET        | 2003       | 4                 | 7                 | 0                 | .364              | Esonerato         | -       | -       | -                                                            |
| Totale DET | Totale DET | 15                | 28                | 0                 | .349              |                   | -       | -       |                                                              |
| Totale     | Totale     | 72                | 67                | 0                 | .518              |                   | 3       | 4       |                                                              |

## Palmarès
- NFC West division: 2

San Francisco 49ers: 1997, 2002